# Hirschbrauerei Schilling
Die Hirschbrauerei Schilling ist eine Bierbrauerei in der Gemeinde Römerstein – gelegen im Biosphärengebiet Schwäbische Alb. Sie ist die höchstgelegene Brauerei in Württemberg. Böhringer Biere ist der Markenname für die Biere der Brauerei. Der jährliche Ausstoß liegt bei 6000 Hektolitern.

## Biere (Auswahl)
- Böhringer Urtyp
- Böhringer Johannes Dunkel

Des Weiteren werden acht verschiedene Limonaden hergestellt.

## Vertrieb
Die Hirschbrauerei Schilling KG nimmt jedes Jahr am Kleinbrauermarkt auf dem südlichen Münsterplatz in Ulm teil. Außerdem werden verschiedene Veranstaltungen, Feste sowie Privatpersonen mit einem eigenen Getränkeheimdienst in der Region beliefert.

## Sonstiges
Die Brauerei ist Mitglied im Brauring, einer Kooperationsgesellschaft privater Brauereien aus Deutschland, Österreich und der Schweiz.